# Ribeira de Porto Avelar
A ribeira de Porto Avelar é uma ribeira de Portugal afluente do Rio Ázere.
Pertence à bacia hidrográfica do rio Lima e à região hidrográfica do Minho e Lima.
Tem um comprimento aproximado de 8,3 km.